# Мая (Клуж)
Мая (рум. Maia) — село у повіті Клуж в Румунії. Входить до складу комуни Бобилна.
Село розташоване на відстані 353 км на північний захід від Бухареста, 42 км на північ від Клуж-Напоки.

## Населення
За даними перепису населення 2002 року у селі проживали 203 особи.
Національний склад населення села:
| Національність | Кількість осіб | Відсоток |
| -------------- | -------------- | -------- |
| румуни         | 168            | 82,8%    |
| цигани         | 33             | 16,3%    |

Рідною мовою назвали:
| Мова      | Кількість осіб | Відсоток |
| --------- | -------------- | -------- |
| румунська | 168            | 82,8%    |
| циганська | 33             | 16,3%    |